# Fluorid chromitý
Fluorid chromitý je anorganická sloučenina se (vzorcem CrF3). Vytváří trihydrát, tetrahydrát a hexahydrát. Jedná se o v bezvodém stavu zelenou (trihydrát je také zelený a hexahydrát je fialový) krystalickou látku nerozpustnou v běžných rozpouštědlech, ovšem barevné hydráty [Cr(H2O)6]F3 a [Cr(H2O)6]F3.3H2O jsou rozpustné ve vodě.
Bezvodá forma sublimuje při 1 100–1 200 °C.

## Příprava
Fluorid chromitý se vyrábí reakcí oxidu chromitého s kyselinou fluorovodíkovou:
Cr2O3 + 6 HF + 9 H2O → 2 [Cr(H2O)6]F3.
Bezvodá forma se vyrábí reakcí fluorovodíku s chloridem chromitým:
CrCl3 + 3 HF → CrF3 + 3 HCl.
Další možnou přípravou je termický rozklad hexafluorochromitanu amonného:
[NH4]3[CrF6] → CrF3 + 3 NH3 + 3 HF

## Použití
Fluorid chromitý se nepoužívá často, ovšem nachází použití jako mořidlo textilií a jako inhibitor koroze.